# Johan Granath
Karl Johan Granath (ur. 4 marca 1950 w Köping) – szwedzki łyżwiarz szybki, dwukrotny medalista mistrzostw świata.

## Kariera
Największy sukces w karierze Johan Granath osiągnął w 1976 roku, kiedy wywalczył złoty medal podczas mistrzostw świata w wieloboju sprinterskim w Berlinie. W zawodach tych wyprzedził bezpośrednio dwóch reprezentantów USA: Dana Immerfalla oraz Petera Muellera. Na rozgrywanych dwa lata później mistrzostwach świata w Lake Placid był trzeci, przegrywając tylko z Amerykaninem Erikiem Heidenem i Frode Rønningiem z Norwegii. W tej samej konkurencji był też między innymi piąty na mistrzostwach świata w Göteborgu w 1975 roku i szósty na mistrzostwach świata w Oslo w 1973 roku. W 1972 roku wziął udział w igrzyskach olimpijskich w Sapporo, zajmując szesnaste miejsce w biegach na 500 i 1000 m. Na rozgrywanych cztery lata później igrzyskach w Innsbrucku na obu tych dystansach był trzynasty. Brał także udział w igrzyskach olimpijskich w Lake Placid, gdzie w biegu na 500 m zajął 36. miejsce po upadku. Przewrócił się także w biegu na 1000 m, nie kończąc rywalizacji. Karierę zakończył 1984 roku po tym, jak został przyłapany na stosowaniu dopingu i zawieszony na 18 miesięcy.
Po zakończeniu czynnej kariery został trenerem.
Jego brat, Oloph Granath, również był panczenistą.